# Högstena Bosgården
Högstena Bosgården este o arie protejată (arie specială de conservare — SAC, sit de importanță comunitară — SCI) din Suedia întinsă pe o suprafață de 1,3 ha, integral pe uscat.

## Localizare
Centrul sitului Högstena Bosgården este situat la coordonatele 58°13′47″N 13°42′34″E / 58.2296°N 13.7095°E.

## Înființare
Situl Högstena Bosgården a fost declarat sit de importanță comunitară în decembrie 1998 pentru a proteja un număr necunoscut de specii din flora spontană și fauna sălbatică aflate în arealul zonei. Situl a fost protejat și ca arie specială de conservare în martie 2011.

## Biodiversitate
Situată în ecoregiunea boreală, aria protejată conține 1 habitat natural: Pajiști cu Molinia pe soluri calcaroase, turboase sau argilos-nămoloase (Molinion caeruleae).
La baza desemnării sitului se află un număr nedeclarat de specii protejate.